# Stigmatogobius borneensis
Stigmatogobius borneensis és una espècie de peix de la família dels gòbids i de l'ordre dels perciformes.

## Morfologia
- Els mascles poden assolir 7 cm de longitud total.
- Nombre de vèrtebres: 26.[4][5]

## Hàbitat
És un peix de clima tropical i demersal.

## Distribució geogràfica
Es troba a Singapur i Indonèsia.

## Observacions
És inofensiu per als humans.